# Фламингоси (музичка група)
Фламингоси су били група из Србије и Црне Горе, коју су чинили ТВ водитељ Огњен Амиџић и глумац Маринко Маџгаљ. Заједно са џез-фолк певачем Луисом, група је освојила прво место на такмичењу Беовизије 2006. са песмом "Луди летњи плес".
На Европесми-Еуропјесми 2006. која је одржана 11. марта у Сава центру у Београду, „Фламингоси“ су освојили друго место. Као и 2005. године у Подгорици, највећи број поена добио је дечачки састав "Но нејм", овог пута са песмом "Моја љубави" пошто чланови жирија из РТЦГ нису доделили ни један поен двема најбоље пласираним песмама са Беовизије. Гласним негодовањем, звиждањем и бацањем флаша на подијум, публика у Сава центру није дозволила извођење победничке песме, након чега је изведена другопласирана песма, победник Беовизије и јасан фаворит у телегласању, "Луди летњи плес" у извођењу „Фламингоса и Луиса".
Као епилог спора око резултата гласања, Удружење јавних радио-телевизија Србије и Црне Горе је саопштило да на Европесми-Еуропјесми 2006. није изабран представник Србије и Црне Горе на Песми Евровизије у Атини. Фронтмен групе Маринко Маџгаљ je после дуге и тешке болести преминуо 26. марта 2016. у Београду. Његовом смрћу је престала да постоји група.

## Дискографија

### Студијски албуми
- Гордост и предрасуде (2006)
- Сети се нашег завета (А страна) (2011)
- Сети се нашег завета (Б страна) (2014)

### Мини-албуми
- Разум и осећајност (2005)

### Компилацијски албуми
- Хитови (2022)